# 三尾山
三尾山（みつおさん）は、多紀連山（多紀アルプス）の西端に位置する山。丹波富士とも呼ばれる。標高586ⅿ。

## 概要
三尾山は多紀連山（多紀アルプス）の西端に位置する山。兵庫県丹波市春日町に位置する。チャートと呼ばれる岩肌が露出し、このため小さいながら、山麓からの眺めは迫力がある。丹波富士の異名を持つ。コブシの花の美しさでも知られる。古くは山城があり、戦国時代には赤井氏の居城があったが、明智光秀の軍勢によって陥落した。城山であり、本峰、西峰、東峰の3つのピークは、それぞれ本丸、二ノ丸、三ノ丸と呼ばれた。

## 登山ルート

### 佐仲ルート
春日町東中バス停から佐中峠を目指して南下。丹波森の径（雄岳・雌岳の径）として三尾山方面・黒頭峰方面を示す縦走路の分岐点がある。三尾山方面へ向かうとモミジが多い谷筋を過ぎ、雑木林の中の急坂道登り切ると、鏡峠方面と三尾山方面への分岐点に至る。ここからは旧春日町方面や岩肌を覗かせる三尾山の眺望がよい。分岐からは約30分で頂上に至る。丹波篠山側からだと佐仲ダム湖畔を北上し、県道を詰めると佐仲峠に至り、そこから頂上までは約30分の行程。